# 富山県道157号寺坪上市線

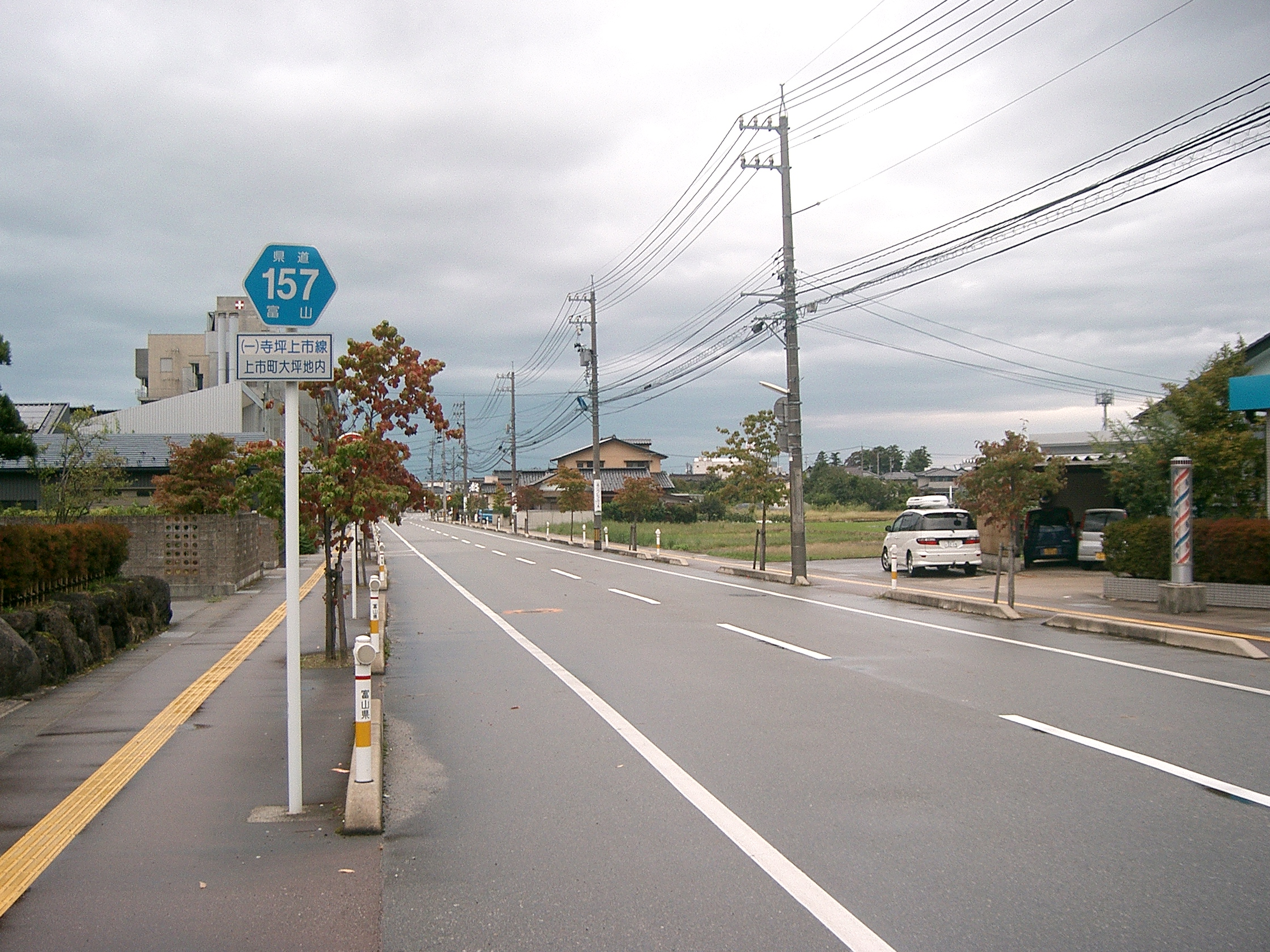
上市町役場前交差点より北を望む

富山県道157号寺坪上市線（とやまけんどう157ごう てらつぼかみいちせん）は富山県中新川郡立山町から同郡上市町に至る一般県道である。

## 概要

### 路線データ
- 起点：富山県中新川郡立山町寺坪字東寺坪64番2[1]（富山県道6号富山立山公園線・富山県道162号西大森寺坪線交点）[座標 1]
- 終点：富山県中新川郡上市町鍵町字熊野町54[1]（富山県道46号上市北馬場線交点）[座標 2]
- 路線延長：10,201.4m[1]

## 歴史
- 1960年（昭和35年）4月23日 - 認定[2]
  - 路線名：一般県道157号道源寺上市線
  - 起点：富山県中新川郡立山町道源寺
  - 終点：富山県中新川郡上市町
  - 延長：10,157m

- 2010年（平成22年）5月26日
富山県道6号富山立山公園線の指定経路変更[3]に伴い、起点位置を新しい県道6号との交点に移動。
  - 県道の路線認定の一部改正[4]
    - 路線名：一般県道157号寺坪上市線
    - 起点：富山県中新川郡立山町寺坪
    - 終点：富山県中新川郡上市町

  - 道路区域の決定[1]道路の供用開始[5]

富山県中新川郡立山町寺坪字東寺坪64番2 から
富山県中新川郡上市町鍵町字熊野町54 まで（延長：10,201.4m）

## 路線状況

### 重複区間
- 富山中部広域農道（富山中部スーパー農道）：中新川郡立山町石坂（石坂交差点） - 中新川郡上市町女川

## 地理
後述の段丘崖の横断部分を除くと概ね南北方向の路線である。起点からすぐ東側の立山町米道から瀬戸新にかけては標高差25メートルの河岸段丘の段丘崖を登り、その後は上市町との境界にかけては西の栃津川と東の白岩川に挟まれた段丘面を北上する。途中にある石坂交差点で富山市方面からの富山中部広域農道と交差してしばらく重複するが、上市町に入ったところで左折して分かつ。終点附近の上市市街地では何度か交差点を曲がり、上市町役場前交差点を通過して上市駅東方に達する。

### 通過する自治体
- 富山県
中新川郡立山町 - 中新川郡上市町

### 交差する道路
- 富山県道6号富山立山公園線・富山県道162号西大森寺坪線（起点：立山町・寺坪交差点）
- 富山県道169号米道上瀬戸線（立山町米道）
- 富山県道168号小又下段線（立山町上宮）
- 富山中部広域農道（立山町・石坂交差点 - （重複） - 上市町女川）
- 富山県道166号谷口沢新線（立山町・福田交差点）
- 富山県道167号日中五百石線（立山町・日中（北）交差点）
- 富山県道158号女川谷口線（上市町女川）
- 富山県道163号柿沢泉線（上市町新屋）
- 富山県道46号上市北馬場線（終点：上市町鍵町）

### 沿線
- 富山地方鉄道立山線
  - 沢中山駅
  - 釜ヶ淵駅
- 富山地方鉄道本線 上市駅
- かみいち総合病院
- 富山県警察 上市警察署
- 上市町消防本部
- 上市町役場
- 富山県立上市高等学校
- 立山町立釜ヶ渕小学校
- 立山町立新瀬戸小学校
- 立山町立日中上野小学校
- 上市町立上市中学校
- 上市町立上市中央小学校
- 釜ケ淵郵便局
- 上市郵便局
- 上市稗田簡易郵便局
- 上市ショッピングタウンパル
- 立山町総合公園